# CRYSTAL
CRYSTAL — науковий програмний пакет для розрахунків в області квантової хімії твердого тіла. Розроблений спеціально для моделювання 3 і 2-періодичних кристалічних ґраток і 1-періодичних полімерів (звичайні молекули також можуть бути розраховані). Написаний і підтримується групою італійських вчених з 1970-х років XX століття.
Поточна версія CRYSTAL14 (v1.0.3) була випущена у вересні 2014 року. Попередні версії: CRYSTAL88, CRYSTAL92, CRYSTAL95, CRYSTAL98, CRYSTAL03, CRYSTAL06 и CRYSTAL09 (v1.0.1 и v2.0.1).